# 珈琲の青山
珈琲の青山（コーヒーのあおやま）は、かつて日本に存在したコーヒーチェーン店。

## 概要
1948年創業の株式会社青山珈琲（兵庫県尼崎市）が展開していた喫茶店で、大阪や神戸の繁華街に出店していた。値段が高く、豪華さを売りにし、多い時には36店舗営業していた。しかし、大手コーヒーチェーンや、コンビニエンスストアのコーヒーの伸びで業績が悪化。2014年2月に現存していた11店舗を全店閉店した。
明姫幹線沿いの加古川市友沢地区にも出店していた。